# SPRING VALLEY MY CRAFT TIME
『SPRING VALLEY MY CRAFT TIME』（スプリングバレー マイクラフトタイム）は、2021年12月13日から2022年6月30日までJ-WAVEで放送されていたラジオ番組。

## 概要
音楽プロデューサーで東京事変のベーシストでもある亀田誠治がナビゲーターを務めていたミニ番組で、毎週月曜 - 木曜 21:50 - 22:00（日本標準時）に放送。
番組は週替わりで様々な人物をゲストに招き、音楽アルバムを持参してきた彼らと亀田がトークを展開。音楽について、そしてゲスト各々のライフスタイルやこだわりなどについて語り合う模様を4回に分けて放送していた。亀田たちは、麒麟麦酒から発売されたクラフトビール「SPRING VALLEY 豊潤＜496＞」を飲みながら番組を進行していた。